# Biz
Biz (en rus: Быз) és un poble de l'óblast de Kírov, a Rússia, segons el cens del 2010 tenia 8. Pertany al districte (raion) de Viàtskie Poliani.